# Маравильяс
Маравильяс (порт. Maravilhas) — муниципалитет в Бразилии, входит в штат Минас-Жерайс. Составная часть мезорегиона Агломерация Белу-Оризонти. Входит в экономико-статистический микрорегион Сети-Лагоас. Население составляет 6843 человека на 2006 год. Занимает площадь 260,440 км². Плотность населения — 26,3 чел./км².

## История
Город основан 12 декабря 1954 года. 

## Статистика
- Валовой внутренний продукт на 2003 год составляет 37 464 081,00 реалов (данные: Бразильский институт географии и статистики).
- Валовой внутренний продукт на душу населения на 2003 год составляет 5708,38 реалов (данные: Бразильский институт географии и статистики).
- Индекс развития человеческого потенциала на 2000 год составляет 0,738 (данные: Программа развития ООН).